# Hertford Union Canal
Der Hertford Union Canal oder Duckett’s Canal ist ein Kanal von 1,5 km Länge im London Borough of Tower Hamlets im Osten von London. Er verbindet den Regent’s Canal mit der Lee Navigation. Er wurde 1830 eröffnet. Es stellte sich aber schnell heraus, dass er eine geschäftliche Fehlkalkulation war. Er wurde von 1857 von der Regents Canal Company übernommen und wurde 1927 ein Teil des Grand Union Canal.

## Geschichte
Wie schon der Limehouse Cut, sollte der Hertford-Union-Canal eine Abkürzung zwischen der Themse und der Lee Navigation darstellen. Er erlaubte Schiffsverkehr auf dem Weg zur Themse die von Gezeiten beeinflussten, gewundenen und oft versandeten Bow Back Rivers durch einen kurzen Weg über den Regent’s Canal zu umgehen und stellte eine Abkürzung auf dem Weg von Orten entlang des Lea in westlicher Richtung entlang des Regent’s Canal.
Der Kanal wurde von George Duckett vorgeschlagen, dem es gelang einen Act of Parliament zu erwirken, der am 17. Mai 1824 in Kraft trat.
Das Gesetz erlaubte es Duckett £ 50.000 für den Bau zu leihen und eine Gebühr von ursprünglich einem Schilling für jede Tonne Güter, die auf dem Kanal transportiert wurden, zu erheben.
Als Ingenieur wurde Francis Giles mit dem Bau beauftragt. Der Kanal wurde im Frühjahr 1830 eröffnet und war einige Jahre lang als Duckett’s Canal oder Duckett’s Cut bekannt. Einige Bootsführer nennen ihn auch heute noch liebevoll „Duckett’s“. Wirtschaftlich war der Kanal kein Erfolg und schon innerhalb eines Jahres gab es Angebote, die Gebühren zu erlassen. Einige Jahre in den 1850er Jahren war er unpassierbar, weil ein Damm quer durch ihn gebaut wurde um den Abfluss von Wasser aus dem Regent’s Canal zu verhindern. Nachdem Versuche ihn zu verkaufen 1851 fehlgeschlagen waren, wurde er schließlich von der Regent’s Canal Company übernommen und wurde offiziell am 28. Oktober 1857 von ihr übernommen. Der neue Besitzer entfernte den Damm und vertiefte und verbreiterte den Kanal. Als die Grand Union Canal Company am 1. Januar 1929 gegründet wurde, wurde er Teil ihres Netzwerkes. Heute wird er vom Canal & River Trust betrieben.

## Streckenführung
Der Kanal beginnt an der Hertford Union Junction zwischen dem Mile End Lock und dem Old Ford Lock im Regent’s Canal. Er verläuft nördlich des Bow Wharf und nach der Grove Road südlich des Lakeview Estate entlang. Anschließend fließt er an der Südseite des Victoria Park vorbei. Der Kanal trifft, kanalaufwarts des Old Ford Locks, auf die Lee Navigation.
Viele der mit dem Kanal verbundenen Schleusen, Brücken und andere Einrichtungen stammen aus der Zeit der Eröffnung des Kanals und stehen als „Listed Building“ im Rahmen eines Scheduled Monument unter besonderem Schutz.

## Schleusen

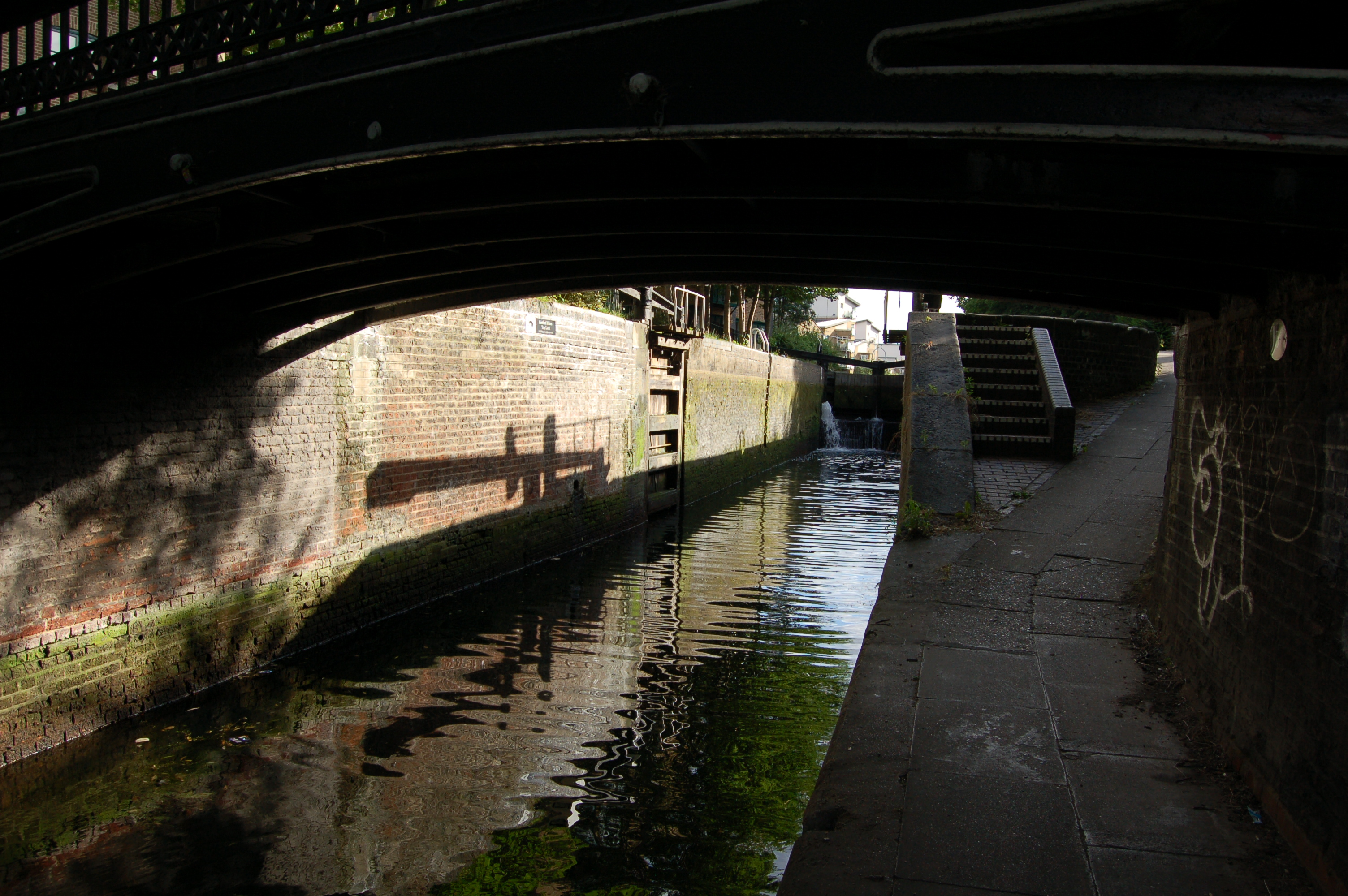
Hertford Union Top Lock Nr. 1

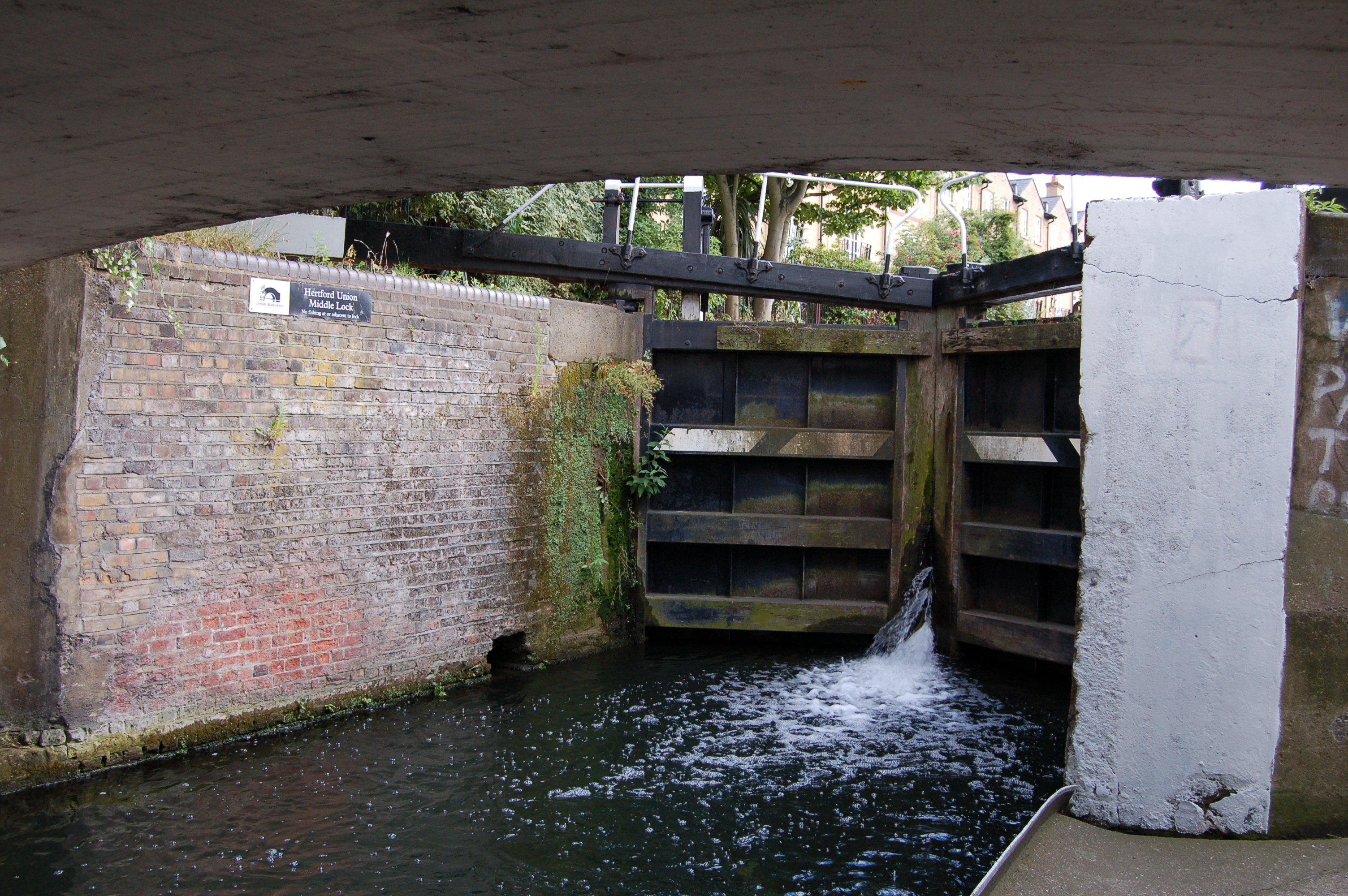
Hertford Union Middle Lock Nr. 2

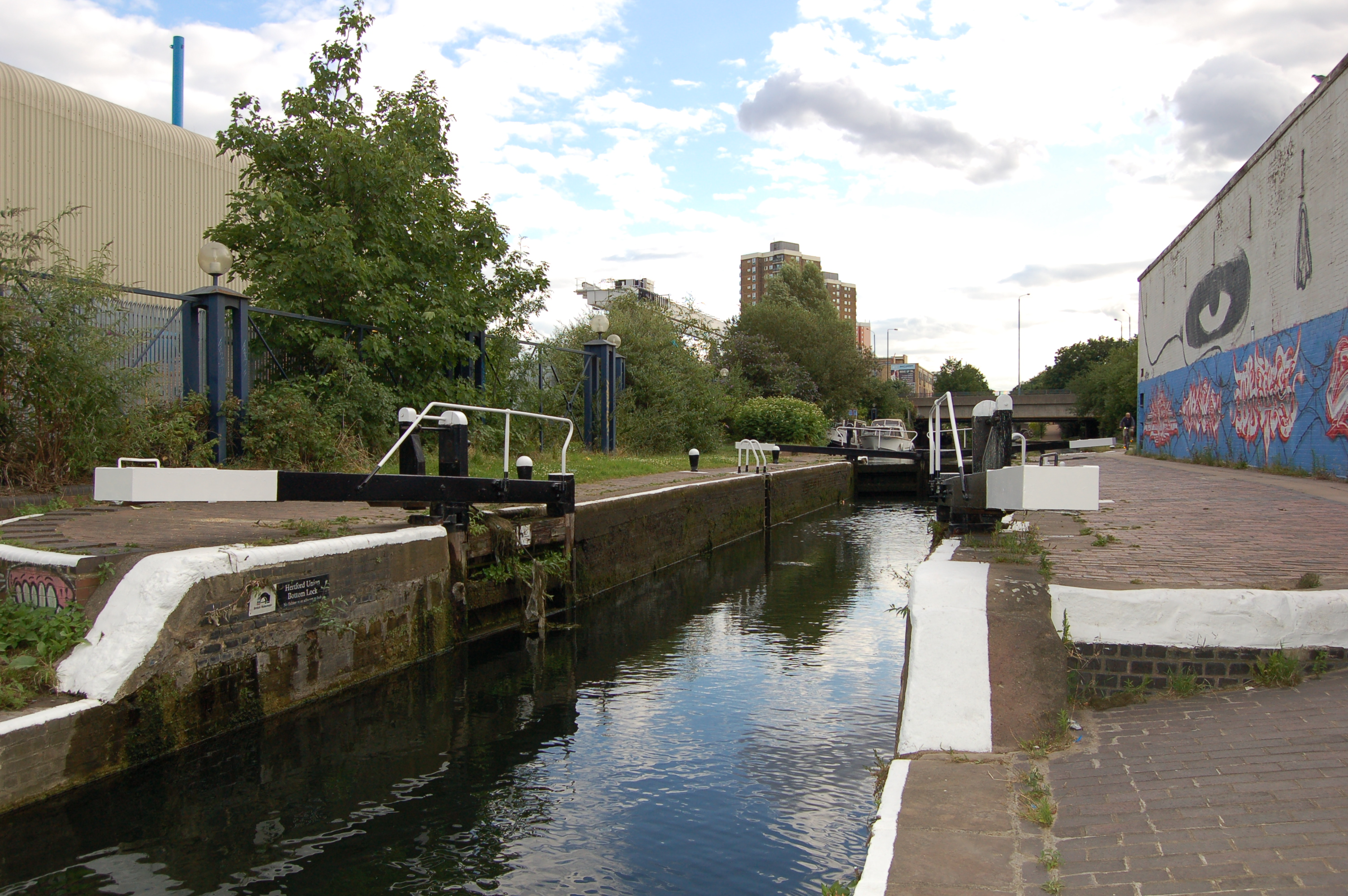
Hertford Union Bottom Lock Nr. 3

Die Schleusen sind zusammen als Old Ford Three Locks bekannt. Alle liegen im Distrikt Old Ford und schließen fast unmittelbar an einander an. Einzeln sind sie als Hertford Union Top, Hertford Union Middle und Hertford Union Bottom Schleuse benannt. Sie liegen zusammen am nordöstlichen Ende des Kanals und überwinden ungefähr 5,8 m Höhenunterschied zwischen dem Kanal und der Lee Navigation. Die Schleusen haben nur eine Kammer und das größte Schiff, dass sie benutzen kann, kann eine Länge von circa 18 m und eine Breite von circa 4,6 m haben.
Die Schleusen von West nach Ost sind:

### Hertford Union Top Lock Nr. 1
Dies ist Schleuse Nr. 1 und ungefähr 1 km von der Hertford Union Junction am Regent’s Canal entfernt. Es liegt im Süden des Victoria Park mit dem westlichen Ende unter einer Eisenbrücke, die den Park mit der Parnell Road verbindet. Es überwindet einen Höhenunterschied von 1,9 m.
Die Schleuse wurde 1990 Grade II geschütztes Bauwerk. Sein unteres Tor hat seltene schmiedeeiserne Hebelarme. Eines der angrenzenden Häuser (Nr. 3 Lock Cottages) ist ebenfalls ein Grade II geschütztes Gebäude.

### Hertford Union Middle Lock Nr. 2
Die mittlere Schleuse überwindet einen Höhenunterschied von 2,7 m. Das östliche Ende der Schleuse befindet sich unter der Cadogan Terrace.

### Hertford Union Bottom Lock Nr. 3
Die Schleuse überwindet einen Höhenunterschied von 1,1 m. Sie ist nur 200 m vom River Lee entfernt.

## Verkehr
Der nächste London Overground Bahnhof ist Hackney Wick
Der Leinpfad ist für Fußgänger und Radfahrer zugänglich. Am östlichen Ende schließt der Pfad an den Lea Valley Walk an. In Hackney Wick kreuzt der Capital Ring den Kanal. Die Sektion 13 des Capital Ring schließt sich nach Nordwesten in Richtung Stoke Newington an und Sektion 14 nach Südwesten – über den The Greenway
zum Beckton District Park. Der Leinpfad ist Teil des Limehouse Circuit; beginnend am Limehouse Basin und entlang des Limehouse Cut, der Lee Navigation, des Regent’s Kanals und des Hertford-Union-Canals ist dies ein circa 8 km langer Rundweg.
Der Olympiapark London wurde östlich der Lee Navigation angelegt. Während der Olympischen Spiele war der Kanal geschlossen und diente als Liegeplatz für Besucherboote.